# پوراب کهلی
پوراب کهلی (انگلیسی: Purab Kohli؛ زادهٔ ۲۳ فوریهٔ ۱۹۷۹) یک هنرپیشه اهل هند است.
وی همچنین برنده جوایزی همچون جوایز فیلم‌فیر شده‌است.
او در فیلم ترانه جشن تولد من، پل هوایی، آوارگی، برادرم... نیکل، راک آن!!، آن لحظات، راک آن ۲، من هستم، روی دیگر ازدواج، باب بیسواس، قتل قراردادی، نور، نابینا و علم معماری بازی کرده‌است.